# Cabane dans les arbres du mur de Berlin
La cabane du Mur de Berlin (aussi appelée « Gecekondu von Kreuzberg ») est devenue une attraction touristique malgré elle.
Située dans le quartier de Kreuzberg à Berlin, elle est le fruit d'un quiproquo topographique datant de l'époque du mur. Elle est construite en 1983 par Osman Kalin, un émigré turc qui décide d'exploiter le terrain inutilisé en face de chez lui après s’être assuré qu'il n'appartenait à personne. Le lieu, un triangle de terre non bâti, est en effet un no man's land tout proche du tracé du mur séparant Berlin-Est de Berlin-Ouest.
La cabane en elle-même comporte deux étages construits à partir de déchets encombrant le terrain abandonné de la Bethanienstrasse. En réalité, ce n'est pas une maison dans les arbres à proprement parler mais plutôt une maison construite autour de deux arbres, dans un petit jardin. Pendant la division de la ville c'était surtout un no-man's-land qui n'intéressait personne ; plus tard, il a été toléré par la municipalité, bien qu'il ait été construit sans autorisation légale. Son attrait touristique est lié notamment à son histoire et à son apparence atypique dans le paysage urbain,. La cabane n'est cependant pas connectée à l'électricité ou à l'eau. Un système de récupération d'eau de pluie a donc été mis en place.

## Histoire et naissance de la cabane durant la division de la ville.

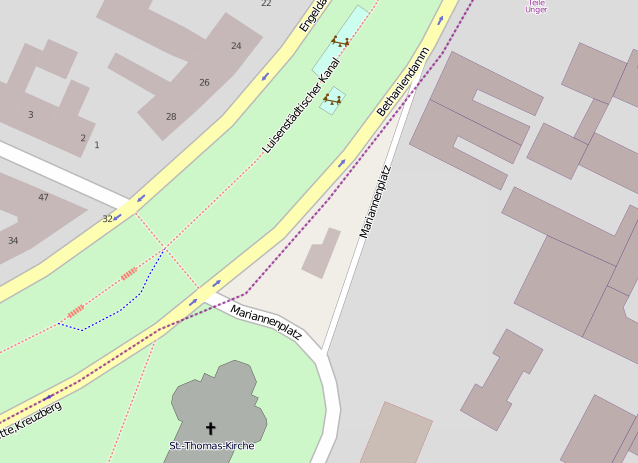
La curiosité topographique à l'origine de la création de la cabane.

Osman Kalin a commencé sa migration de la ville de Yozgat en Turquie vers l'Autriche en 1963. Il a ensuite travaillé à Stuttgart et à Mannheim. En 1980, il déménage avec sa femme Hatice et ses enfants à Berlin. Ils vivent dans un premier temps dans le quartier de Spandau puis se déplacent à Kreuzberg. Les quelque 350 mètres carrés de terrain sur lesquels se trouve actuellement la cabane dans les arbres se trouvaient directement sur la bande murale. Bien que l'îlot de circulation triangulaire appartenait à Berlin-Est, il était situé du côté de Berlin-Ouest en raison d'un mur mal construit pour des raisons de coût, raisons pour lesquelles il n'était utilisé par aucun des deux secteurs. En 1983, Kalin, retraité et père de six enfants, a commencé par libérer la jachère des déchets encombrants et par cultiver des fruits et des légumes. Il a ensuite construit une cabane d'un étage, d'une hauteur inférieure à celle du mur. Un bâtiment plus élevé avait été interdit après la visite des gardes-frontières de la RDA du « Border Regiment no 33 ». Il y avait le soupçon que Kalin pourrait utiliser la terre pour construire un tunnel d'évacuation. Pour l'utilisation du site, cependant, il a reçu un permis du côté de la RDA, sans consultation du Comité central du Parti socialiste unifié d’Allemagne.

## Développement après la chute du Mur de Berlin.

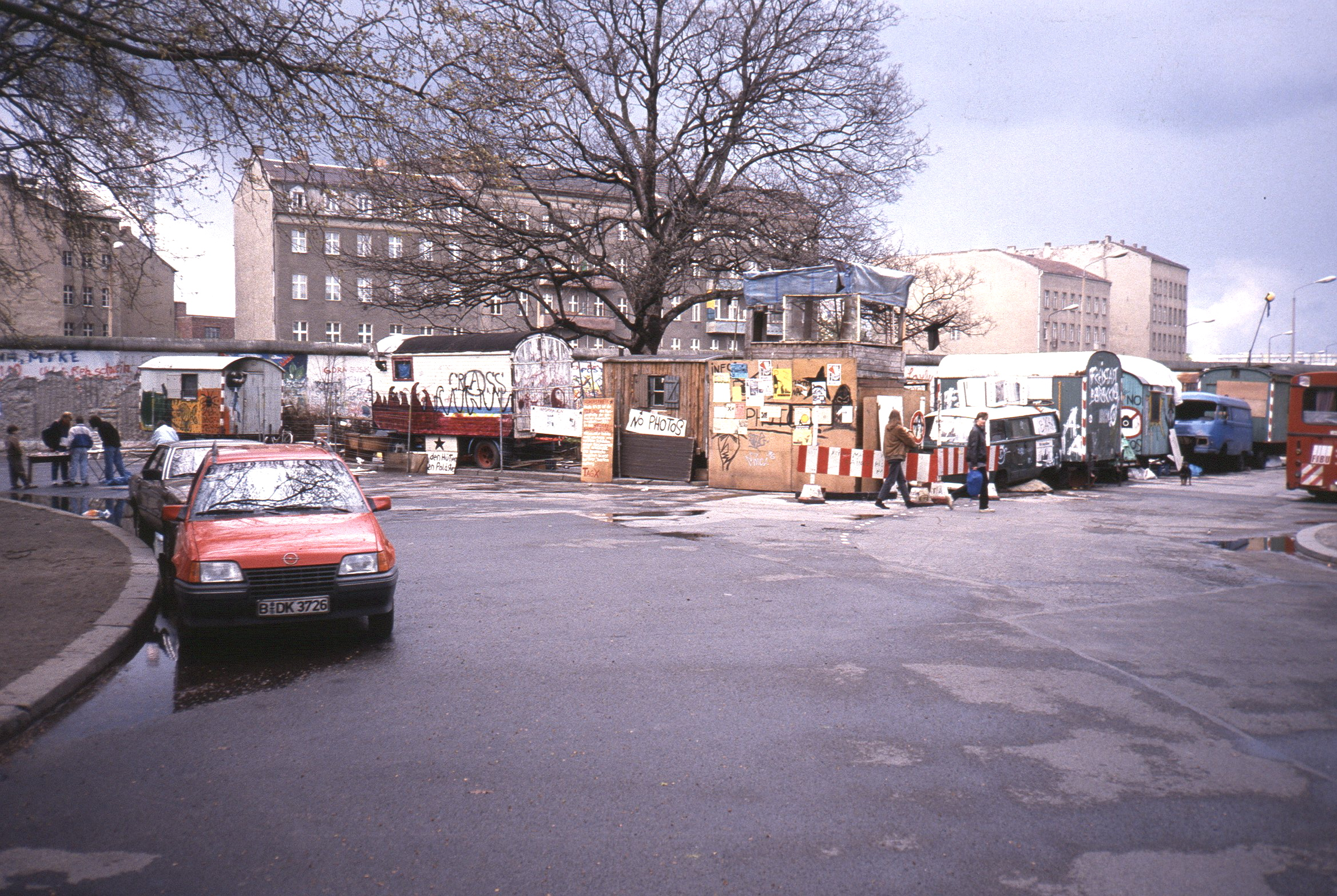
La cabane en 1990.

Après la chute du mur, Kalin étend le jardin à l'est et construit, sur une superficie d'environ 80 mètres carrés, un bâtiment de deux étages avec une fondation en béton. Puisque le bâtiment n'est plus lié à la RDA on lui donne l'adresse postale imaginaire « Bethaniendamm pas. 0, Berlin 10997 ». En 1991, la maison est détruite dans des incendies criminels puis reconstruite. Le responsable de l'administration de la propriété du centre du district, voulant procéder à la rénovation du canal Luisenstädtischer a demandé à Kalin d'évacuer la zone. Ce dernier refuse de quitter la propriété et est soutenu par les résidents locaux, le bureau du district de Kreuzberg et le pasteur de l'église St. Thomas adjacente. En outre, le district a reçu un financement pour la rénovation finale de la section de jardin entre les Engelbecken et la rue Köpenicker. En 2003, un incendie criminel est de nouveau commis et la maison est une nouvelle fois reconstruite. Après qu'Osman Kalin laisse de côté ses activités autour de la maison pour des raisons de santé, son fils Mehmet Kalin reprend l'administration et les relations publiques liées à la propriété.